# Талалаев, Василий Иванович
Васи́лий Ива́нович Талала́ев (18 сентября 1918, деревня Зевалово, Коломенский уезд, Московская губерния — 22 апреля 1945, Фюрстенвальде, Германия) — советский военнослужащий, участник Великой Отечественной войны, снайпер 12-го гвардейского кавалерийского полка 3-й гвардейской кавалерийской дивизии 2-го гвардейского кавалерийского корпуса 1-го Белорусского фронта, гвардии красноармеец. Герой Советского Союза (1945, посмертно).

## Биография
Василий Талалаев родился 18 сентября 1918 года в деревне Зевалово ныне Ступинского района Московской области в семье рабочего. Окончил 7 классов. С 1934 года жил в Москве. Работал токарем на заводе. Прошёл курсы снайперской стрельбы в клубе ворошиловских стрелков при ОСОАВИАХИМе.
С 1938 года служил в Красной Армии.
В сентябре 1941 года был направлен на фронт. Сражался на Западном, Центральном, Брянском, Первом Белорусском фронтах. Участвовал в параде на Красной площади 7 ноября 1941 года. В боях за Москву при ликвидации пулемётной точки противника Талалаев долго лежал, выжидая момент для выстрела. Снайпер не шелохнулся даже когда был ранен пулемётным огнём в руку и, дождавшись нужного момента, сумел уничтожить пулемётный расчёт с расстояния около 500 метров. 12 декабря 1941 года получил тяжёлое ранение в бою.
В период с 20 июля по 8 августа 1944 года убил снайперским огнём девять солдат противника и одним из первых переправился через реку Западный Буг, за что был награждён медалью «За отвагу».
23 января 1945 года в боях за город Торн (ныне Торунь) Талалаев, отбивая контратаки противника со своим отрядом, убил в бою до десяти солдат противника и двоих взял в плен. Под деревней Ниви Талалаеву выстрелом из снайперской винтовки удалось ликвидировать наводчика немецкой артиллерии, после чего подразделение Талалаева смогло продвинуться вперёд. За действия в тех боях гвардии красноармеец Талалаев был награждён орденом Красной Звезды.
2 февраля 1945 года в боях под деревней Фледерборн (ныне Podgaje, гмина Оконек, Злотувский повят, Великопольское воеводство, Польша) Талалаев броском противотанковой гранаты подбил самоходное артиллерийское орудие, прикрывавшее немцев во время одной из контратак. Оставшись без бронированного прикрытия, противник был вынужден отступить на прежний рубеж, где Талалаев снайперским огнём убил до 30 солдат.
2-3 марта 1945 года в боях у железнодорожной станции Ойленбург (ныне Silnowo, гмина Борне-Сулиново, Щецинецкий повят, Западно-Поморское воеводство, Польша) уничтожил расчёты нескольких огневых точек, скрытно подобравшись вплотную и забросав амбразуры гранатами. Несмотря на полученное ранение руки, остался в строю.
22 апреля 1945 года гвардии рядовой Талалаев погиб в бою, имея на боевом счету более 200 убитых солдат и офицеров противника.
Указом Президиума Верховного Совета СССР от 31 мая 1945 года за образцовое выполнение боевых заданий командования на фронте борьбы с немецкими захватчиками и проявленные при этом отвагу и геройство Василию Ивановичу Талалаеву посмертно было присвоено звание Героя Советского Союза.
Похоронен в городе Фюрстенвальде (Германия). Почётный гражданин города Ступино.

## Награды
- Герой Советского Союза (Указ Президиума Верховного Совета СССР от 31 мая 1945 года, орден Ленина и медаль «Золотая Звезда»; посмертно)[1];
- орден Красной Звезды;
- Медаль «За отвагу».